# Mercedes AMG F1 W08 EQ Power+
Chronologie des modèles (2017)
Mercedes AMG F1 W07 Hybrid Mercedes-AMG F1 W09 EQ Power+
La Mercedes AMG F1 W08 EQ Power+ est la monoplace de Formule 1 engagée par Mercedes Grand Prix dans le cadre du championnat du monde de Formule 1 2017. Elle est pilotée par le Britannique Lewis Hamilton et par le Finlandais Valtteri Bottas, à la suite du soudain départ à la retraite du champion du monde sortant Nico Rosberg.
Conçue par les ingénieurs Aldo Costa, Geoff Willis et Paddy Lowe, la W08 EQ Power+ est présentée le 23 février 2017 sur le circuit de Silverstone en Grande-Bretagne.

## Technologie et développement
La W08 est une monoplace à propulsion arrière avec une structure monocoque en polymère renforcé de fibres de carbone. De nombreuses pièces, notamment les pièces de carrosserie et le volant sont en PRFC. Les disques de frein sont également constitués d'un matériau composite renforcé de fibre de carbone résistant à la chaleur. La réglementation technique ayant considérablement changé pour la saison 2017, le véhicule est en grande partie nouveau et le développement du modèle précédent a été interrompu très tôt.
Avec une largeur totale de 2 m et une largeur de 1,6 m pour les essieux avant et arrière, le véhicule est 20 cm plus large que le modèle précédent. La hauteur reste inchangée. L'aileron avant fait désormais 1 800 mm de large, l'aileron arrière passe de 750 mm à 950 mm et sa hauteur de 950 mm à 800 mm ; le diffuseur présente une hauteur totale de 175 mm au lieu de 125 mm et une largeur augmentée de 50 mm à 1 050 mm. Avec 3,76 m, le véhicule possède l'empattement le plus long des Formule 1 de la saison 2017.
Lors des essais de présaison, la monoplace utilisait parfois un aileron sur le capot moteur et une ailette supplémentaire sur le capot moteur pour optimiser le flux d'air vers l'arrière.
La W08 est propulsée par le moteur V6 de 1,6 litre avec un turbocompresseur PU106A Hybrid de Mercedes-AMG et par un moteur électrique de 120 kW. La boîte de vitesses séquentielle comporte huit rapports et le changement de vitesse est déclenché par des palettes au volant. L'embrayage n'est utilisé qu'au démarrage à l'arrêt, et actionné par un levier sur le volant. Elle dispose d'un système de réduction de la traînée activé avec un interrupteur sur le volant de la voiture.
Contrairement au modèle précédent, la W08 est équipée de pneus avant de 305 mm de large et de pneus arrière de 405 mm du fournisseur standard Pirelli, montés sur des roues de 13 pouces ce qui a nécessité le développement de nouvelles suspensions de roues pour la W08 EQ Power+.
Lors du Grand Prix automobile d'Australie, il est révélé qu'elle pèse 733 kg, cinq kg de plus que le minimum autorisé, ce qui engendre une perte de temps d'environ 0,2 seconde au tour sur le circuit de l'Albert Park.

## Livrée
La W08 EQ Power+ est principalement peinte en argent, comme les anciennes Flèches d'Argent de Mercedes avec des touches cyan et noirs dus au sponsor principal, Petronas.

## Résultats en championnat du monde de Formule 1
| Saison | Écurie                           | Moteur                                      | Pneus   | Pilotes         | Courses | Courses | Courses | Courses | Courses | Courses | Courses | Courses | Courses | Courses | Courses | Courses | Courses | Courses | Courses | Courses | Courses | Courses | Courses | Courses | Points inscrits | Classement |
| Saison | Écurie                           | Moteur                                      | Pneus   | Pilotes         | 1       | 2       | 3       | 4       | 5       | 6       | 7       | 8       | 9       | 10      | 11      | 12      | 13      | 14      | 15      | 16      | 17      | 18      | 19      | 20      | Points inscrits | Classement |
| ------ | -------------------------------- | ------------------------------------------- | ------- | --------------- | ------- | ------- | ------- | ------- | ------- | ------- | ------- | ------- | ------- | ------- | ------- | ------- | ------- | ------- | ------- | ------- | ------- | ------- | ------- | ------- | --------------- | ---------- |
| 2017   | Mercedes AMG Petronas Motorsport | Mercedes-AMG V6 turbo hybride W08 EQ Power+ | Pirelli |                 | AUS     | CHI     | BAH     | RUS     | ESP     | MON     | CAN     | AZE     | AUT     | GBR     | HON     | BEL     | ITA     | SIN     | MAL     | JAP     | USA     | MEX     | BRE     | ABU     | 668             | Champion   |
| 2017   | Mercedes AMG Petronas Motorsport | Mercedes-AMG V6 turbo hybride W08 EQ Power+ | Pirelli | Lewis Hamilton  | 2e      | 1er     | 2e      | 4e      | 1er     | 7e      | 1er     | 5e      | 4e      | 1er     | 4e      | 1er     | 1er     | 1er     | 2e      | 1er     | 1er     | 9e      | 4e      | 2e      | 668             | Champion   |
| 2017   | Mercedes AMG Petronas Motorsport | Mercedes-AMG V6 turbo hybride W08 EQ Power+ | Pirelli | Valtteri Bottas | 3e      | 6e      | 3e      | 1er     | Abd     | 4e      | 2e      | 2e      | 1er     | 2e      | 3e      | 5e      | 2e      | 3e      | 5e      | 4e      | 5e      | 2e      | 2e      | 1er     | 668             | Champion   |

Légende : ici